# 渠阳镇
渠阳镇，是中华人民共和国湖南省怀化市靖州苗族侗族自治县下辖的一个乡镇级行政单位。

## 行政区划
渠阳镇下辖以下地区：
江东街社区、河街社区、西街社区、土桥街社区、飞山社区、万福路社区、梅林社区、邓家坡社区、友谊村、田心村、田铺村、红心村、城郊村、飞山村、塘湖村、断桥村、泥湾村、马王坪村、刘家院村、二凉亭村、尧管村、高桥村、大笋坪村、渠江村、流坪村、额溪村、新乐村、东升村、宝山村、春阳村、金溪村、金江村、泡里村、城墙村、马鞍村、渔滩村、团结村、戈村、十里村、八一村、黎明村、下乡村、灯塔村、大树村、黄土村、三里村和民主村。

## 历史
2015年，铺口乡、横江桥乡合并入渠阳镇。

## 地理
渠阳镇坐落在靖州苗族侗族自治县中部，北是太阳坪乡，东北是甘棠镇，东是文溪乡，东南是寨牙乡，西南是新厂镇，西是三锹乡和藕团乡，南是通道侗族自治县。
地灵河、渠水流经渠阳镇。
飞山水库、金麦水库是渠阳镇主要水库。
渠阳镇的山有：青靛山（1173米）、飞山（720米）、枫木山（998米）、五佰角（693米）、大老古（888米）、蚂蚁坡（708米）。

## 经济
渠阳镇的经济主要是农业、矿产资源，主要矿产资源有：矾、锰。

## 交通
- 焦柳铁路[4]
- 国道209[4]
- G65包茂高速公路[4]
- 省道222[4]
- 省道221[4]

## 旅游景点
文峰塔景区是渠阳镇知名旅游景点。